# Tennisracket (kunst)
Tennisracket is een kunstwerk in de Nederlandse plaats Apeldoorn. Het werd geplaatst in 2011 op de rotonde Zutphensestraat / Mansardehof.
Op 8 september 2011 werd het kunstwerk onthuld door Jacco Eltingh, een maand voordat het senior-proftoernooi AFAS Tennis Classics 2011 in Omnisport Apeldoorn begon.
Voordat het kunstwerk werd geplaatst was op de rotonde een grote racefiets als kunstobject aanwezig; even verderop is anno 2012 op de rotonde Zutphensestraat / Kasteellaan nog steeds een grote racefiets te bewonderen.